# 12078 Ikezi
12078 Ikezi eller 1998 FJ72 är en asteroid i huvudbältet som upptäcktes den 20 mars 1998 av LINEAR i Socorro County, New Mexico. Den är uppkallad efter Chihiro Ikezi.